# 田方地区消防組合
田方地区消防組合（たがたちくしょうぼうくみあい）は、静岡県伊豆市、伊豆の国市及び田方郡函南町によって組織されていた消防組合である。管轄区域は前述の2市1町。消防本部の名称は、田方消防本部。2016年（平成28年）4月1日に消防広域化により、駿東伊豆消防本部へ統合された。

## 概要
- 組合事務所：伊豆の国市白山堂327-1（田方地区消防組合消防庁舎内）
- 消防本部：伊豆の国市白山堂327-1
- 管内面積：523.77km²
- 職員定数：163人
- 消防署3カ所、出張所1カ所
- 主力機械（2008年〈平成16年〉4月1日現在）
  - 水槽付消防ポンプ自動車：8
  - はしご付消防自動車：1
  - 化学消防自動車：1
  - 救急自動車：6
  - 救助工作車：2
  - 人員・資機材搬送車：4
  - 司令車・指揮車：2
  - 救急啓発広報車：1
  - その他：10
  - 合計：35

## 沿革
- 1971年（昭和46年）4月 - 田方郡函南町・韮山町・大仁町・伊豆長岡町・修善寺町・中伊豆町・天城湯ヶ島町の7町で構成する田方地区消防組合の設立について、静岡県知事より許可される。
- 1972年（昭和47年）4月 - 田方地区消防組合消防本部・田方地区消防署・函南支署・韮山支署・修善寺支署・中伊豆支署を設置し、1本部1署4支署体制で業務を開始する。
- 1973年（昭和48年）4月 - 伊豆長岡支署・天城湯ヶ島支署を設置し、1本部1署6支署体制となる。
- 1974年（昭和49年）4月 - 消防本部に課制を導入する。
- 1979年（昭和54年）1月 - 化学消防自動車を本署に配備する。
- 1981年（昭和56年）4月 - 救助工作車を本署に配備する。
- 1993年（平成5年）11月 - はしご付消防自動車を本署に配備する。
- 1996年（平成8年）1月 - 高規格救急自動車を本署に配備する。
- 1997年（平成9年）
  - 4月 - 田方地区消防組合に田方郡戸田村が加入し、組合構成町村が8町村となる。
  - 10月 - 戸田支署を設置し、1本部1署7支署体制となる。
- 2002年（平成14年）3月 - 組織改正に伴い、田方地区消防組合消防本部を田方消防本部に、田方地区消防署を田方中消防署に改称し、田方北消防署を設置し、函南支署・韮山支署を廃止する。1本部2署5支署体制となる。
- 2003年（平成15年）
  - 3月 - 伊豆長岡支署を廃止し、1本部2署4支署体制となる。
  - 4月 - 田方消防本部・田方中消防署が新庁舎で業務を開始する。
- 2004年（平成16年）
  - 3月31日 - 修善寺町・中伊豆町・天城湯ヶ島町が合併のため田方地区消防組合から脱退する。
  - 4月1日 - 修善寺町・中伊豆町・天城湯ヶ島町・土肥町の新設合併により伊豆市が発足。田方地区消防組合に再加入する（旧土肥町区域は除く）。組合構成市町村が1市4町1村となる。
- 2005年（平成17年）
  - 3月31日 - 韮山町・伊豆長岡町・大仁町・戸田村が合併のため田方地区消防組合から脱退する。
  - 4月1日
    - 韮山町・伊豆長岡町・大仁町の新設合併により伊豆の国市が発足し、田方地区消防組合に再加入する。組合構成市町が2市1町となる。
    - 戸田村の沼津市への編入に伴い、戸田支署を沼津市消防本部へ移管する。
    - 伊豆市の旧土肥町区域が西伊豆広域消防組合（現・下田地区消防組合）から移管される。西伊豆消防署土肥分所を田方中消防署西出張所とし、1本部2署3支署1出張所体制となる。これにより、伊豆市全域が管轄となる。
- 2008年（平成20年）
  - 3月 - 修善寺支署・中伊豆支署・天城湯ヶ島支署を廃止する。
  - 4月 - 田方南消防署を設置し、1本部3署1出張所となる。
- 2016年（平成28年）4月1日 - 消防広域化により、沼津市消防本部、伊東市消防本部、東伊豆町消防本部、清水町消防本部を統合。駿東伊豆消防本部が発足。

## 組織
- 組合議会
  - 議員定数：9人（伊豆市：3人、伊豆の国市：3人、函南町：3人）
- 執行機関
  - 管理者：1人（関係市町の長の互選）
  - 副管理者：2人（関係市町の長の互選）
  - 会計管理者：1人（組合事務所の所在地の市町の会計管理者）
  - 監査委員：2人
  - 消防本部－総務課、予防課、警防課
  - 消防署

## 消防署
| 消防署   | 住所                  | 出張所            |
| -------- | --------------------- | ----------------- |
| 北消防署 | 田方郡函南町仁田394-1 | なし              |
| 中消防署 | 伊豆の国市白山堂327-1 | なし              |
| 南消防署 | 伊豆市日向51-1        | 西：伊豆市土肥701 |